# ブロック・アイランド (CVE-21)
ブロック・アイランド (USS Block Island, AVG/ACV/CVE-21) は、アメリカ海軍の護衛空母。ボーグ級の1隻。その名を持つ艦としては2隻目。ドイツ海軍が沈めた唯一のアメリカ空母であると同時に大日本帝国海軍以外の海軍によって沈められた唯一のアメリカ空母でもある。

## 艦歴
ブロック・アイランドは海事委任契約の下ワシントン州タコマのシアトル・タコマ造船所で1942年1月19日に起工した。1942年6月6日にH・B・ハッチンソン夫人によって進水し、1943年3月8日にL・C・ラムゼイ艦長の指揮下就役した。当初は AVG-21（航空機搭載護衛艦）と指定され、1942年8月20日に ACV-21（補助空母）に艦種変更、1943年7月15日に CVE-21（護衛空母）に再変更された。
ブロック・アイランドは1943年5月にサンディエゴを出航し、バージニア州ノーフォークで大西洋艦隊に合流する。1943年の夏にベルファストへ向けて陸軍の戦闘機と物資を二度輸送した後、対潜水艦攻撃部隊として作戦活動に入る。4度の対潜巡航でブロック・アイランドの艦載機は2隻の潜水艦を撃沈した。U-220：1943年10月28日、北緯48°53′、西経33°30′。U-1059：1944年3月19日、北緯13°10′、西経33°44′。1944年3月17日には駆逐艦コリー (USS Corry, DD-463) 、護衛駆逐艦ブロンシュタイン (USS Bronstein, DE-189) と共に U-801 を北緯16°42′、西経30°20′の海域で撃沈した。1944年5月6日にはバックレイ (USS Buckley, DE-51) と共同で U-66 を北緯17°17′、西経32°29′の海域で撃沈、1943年3月1日にはトーマス (USS Thomas, DE-102) 、ボストウィック (USS Bostwick, DE-103) 、ブロンシュタインの3隻と共に U-709 を撃沈し、同日ブロンシュタインは U-603 を単独で撃沈している。
ブロック・アイランドは1944年5月23日にカサブランカを出港し、マデイラ諸島・カーボベルデ諸島周辺海域を哨戒した。5月29日20時13分、マディラ諸島ファンチャル島の西南西320海里でドイツ潜水艦の放った魚雷が命中。続いてさらに2本が命中し、20時40分には退艦命令が出され、ブロック・アイランドは沈没した。護衛駆逐艦アーレンスとロバート・I・ペインが乗員951名を救助した。ドイツ潜水艦は護衛駆逐艦バーも雷撃して損傷させたが、アーレンスのソナーにより探知され護衛駆逐艦ユージン・E・エルモアのヘッジホッグによる攻撃でその潜水艦U-549は撃沈された。
ブロック・アイランドは第二次世界大戦の戦功で2つの従軍星章を受章した。